# Страховища німецької мови
«Страховища німецької мови» — есе Марка Твена 1880 року, опублікований як додаток Д у творі «Простаки за кордоном». Цей нарис — жартівливе дослідження проблем, які розчарують носія англійської мови за вивченням німецької мови, як другої.

## Передісторія
Твен вперше спробував вивчити німецьку в 1850 році у віці п'ятнадцяти років, але зазнав поразки. Він поновив своє навчання через 28 років, готуючись до мандрів Європою. Після приїзду до Німеччини, його друг порадив: «Розмовляй німецькою мовою, Марк. Деякі з цих людей можуть зрозуміти англійську мову.» Під час перебування в Німеччині 1878 року, Маркові наснився сон, в якому, згідно з його записками, «всі погані іноземці потрапляли у пекло по-німецьки: не могли розмовляти і хотіли б бути деінде».
«Страховища німецької мови» була опублікована у другому томі «Простаків за кордоном» 1880 року Твена, як додаток Д.
31 жовтня 1897 року Твен провів лекцію під назвою «Die Schrecken der deutschen Sprache» («Жахи німецької мови») у Фесткнайпі «Конкордія», Віденському клубі преси. Твен продовжував читати мовні лекції в XX столітті.

## Текст

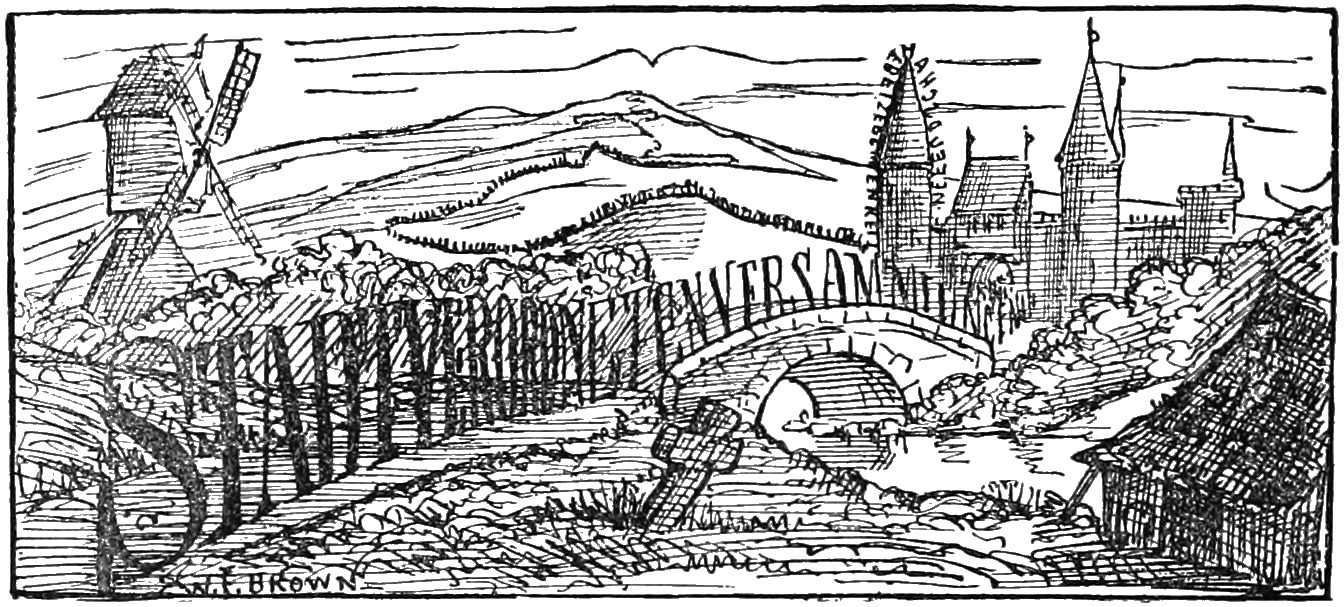
«Одне завершене слово». Ілюстрація нарису

Твен описує своє роздратування німецькою граматикою у серії з восьми жартівливих прикладів, що включають відокремлювані префікси дієслів, відмінювання прикметників та багатокореневі слова. Порівняння німецької з англійською дозволяє провести аналіз різних типологічних та стилістичних аспектів мови, які існують через різницю між аналітичною мовою (англійською), та синтетичною мовою з деякими аналітичними характеристиками (німецькою). Твен підкреслює ці зміни за допомогою перекладу з поясненнями, намагаючись зберегти оригінальний текст без контексту та буквально, цей метод підкреслює механіку перекладеної мови.

### Морфологія
Німецька мова містить складну систему словозміни, яка здатна засмутити учнів. Твен писав про це так: 
 Звичайно, немає іншої мови, яка настільки неохайна і безсистемна, слизька і невловима. Наприклад, хтось старанно і довго вчить теорію, і, нарешті, він думає, що засвоїв правило, яке дає твердий ґрунт під ногами, щоб відпочити серед загальної лютості і безладу десяти частин мови, він перегортає сторінку і читає: "Нехай учень ретельно запише такі винятки: ". Він звертає погляд нижче і виявляє, що з правила більше винятків, ніж випадків його застосування. 
 Словотвір у мові використовуються для представлення як синтаксису, так і семантики, а його функція призначена важкими для розуміння способами. Це поєднується з твердженням Твена про винятки, що є досить поширеними в німецькій мові. Частина цих тверджень випливає з порядку слів у реченні, наявності роду і числа іменників та іншими мовними аспектами, пов'язаними з морфологією окремих слів.

### Рід іменників
Один з ключових акцентів у творі — рід іменників. Твен наголошує на відмінностях логічних припущень стосовно роду слів та роду слів, вказуючи, що «дівчинка» німецькою (das Mädchen) має середній рід, на відміну від багатьох об'єктів, таких як ріпа жіночого роду (die Steckrübe): 
 Кожен іменник має рід, і немає сенсу чи систематичності в розподілі, тому гендер кожного слід вивчати окремо і напам'ять. Іншого шляху немає. Для цього потрібно мати пам'ять, як у книги обліку. По-німецьки молода пані має середній рід, тоді як ріпа має жіночий. Подумайте, як шанують ріпу, і як не поважають дівчину. 
 Проблема роду іменників полягає в тому, що, здається, вона має мати сенс у теорії, але він не має жодної логіки. Справжній зв'язок між родом іменника та іменником незрозумілий, і учням важко психологічно пов'язати своє розуміння слів з їхнім родом. Твен не вбачав жодного пояснення тому, наприклад, що рибна луска (die Fischschuppen) є іменником жіночого роду, але дружинка рибалки, власне жінка, має середній рід. Коли Твен перекладав «Казку про рибку і її сумну долю», він гнівився внаслідок його спробам вивчити мову. 
 Німецька мова не є особливою, але, як зазначає лінгвісти, це просто була мова, яку Твен вивчав під час твору. Багато інших мов містять деякі особливості, над якими глузує Твен, зокрема французька, російська та латина.

## Український переклад
Український переклад здійснено Іваном Франком. Вперше опубліковано 1900 року в Літературно-науковий віснику, Річник ІІІ, Том XII у розділі "Із студий і нарисів Марка Твена" під заголовком "Страховища німецької мови".